# Ejn li erec acheret
Ejn li erec acheret (hebrejsky אין לי ארץ אחרת‎, „nemám jinou zemi“) je izraelská píseň, jejíž text napsal Ehud Manor a hudbu složila Corinne Allal. Poprvé ji nazpívala Gali Atari v roce 1986. Manor píseň napsal v reakci na smrt svého bratra během opotřebovací války, která probíhala v letech 1967 až 1970. V době své premiéry vyjadřovala rozdělení izraelské společnosti během první libanonské války. S jejím textem se postupně identifikovaly proti sobě stojící tábory politické levice a pravice, přičemž každý z nich si její slova interpretoval po svém. Například levice píseň vnímala jako protestsong, a ten zazníval na protiválečných demonstracích (mimo jiné proti již zmíněné libanonské válce v 80. letech), či o desetiletí později na vzpomínkových akcích za zavražděného premiéra Jicchaka Rabina. Naproti tomu pro pravici šlo o vlasteneckou píseň, která zaznívala po protiizraelských teroristických útocích během druhé intifády či po izraelském stažení z Pásma Gazy v roce 2005.